# Lukovit
Lukovit (in bulgaro Луковит?) è un comune bulgaro situato nella Regione di Loveč di 21 273 abitanti (dati 2009). La sede comunale è nella località omonima

## Località
Il comune è formato dall'insieme delle seguenti località:
- Lukovit (sede comunale)
- Ăglen
- Bežanovo
- Belenci
- Dermanci
- Dăben
- Karlukovo
- Petrevene
- Pešterna
- Rumjancevo
- Todoričene
- Toros